# Hypnóza
Hypnóza je změněný stav vědomí, který je možné terapeuticky využít. Používá se převážně pro práci se sebevědomím, strachem, úzkostí, také k vyrovnání se s traumatem, ztrátou, sexuálními poruchami nebo zneužitím, řešení závislostí, hubnutí (také např. anorexie nebo bulimie), při zvládání hněvu, deprese, stresu, poruch spánku a řešení dalších psychosomatických obtíží. (Některé uvedené problémy je třeba nejprve konzultovat s psychoterapeutem.)
Není pravda, že si člověk z hypnózy nikdy nic nepamatuje, že neslyší hlas hypnotizéra, že je zcela v jeho vlivu a může být donucen k čemukoli. Taktéž není možno zůstat „zaseknut v hypnóze“.
K navození hypnotického transu se používá zejména hlas psychoterapeuta. Nejde ale o jedinou možnost, tento stav lze navodit též světelnými či pohybovými signály, nebo dokonce i dotykem. V minulosti se často používalo kyvadlo, jehož pohyb měl pacient sledovat. Dnes je tato metoda považována za zastaralou.

## Definice
- Hypnóza je změněný stav vědomí, který umožňuje podvědomé mysli provádět pozitivní změny prostřednictvím přímých podnětů a terapeutických metafor. Zatímco tento stav je spojený s relaxací, hypnóza je vlastně únikem ze stavu momentálního přetížení, což vede k uvolnění.[1]
- Hypnóza je navozena v důsledku momentálního přetížení, dezorganizací inhibičního procesu (kritické mysli) a spuštění našeho mechanismu "boje a útěku". Jde o vytvoření hypersugestivního stavu, který poskytuje přístup k podvědomí.

## Hypnabilita
Předpokladem pro navození stavu hypnózy je individuální schopnost jedince pohroužit se do hypnózy, zvaná hypnabilita. Hypnabilita se vyskytuje v různém stupni a v závislosti na ní může mít navozená hypnóza různou hloubku. Většinou se chápe jako vlastnost, kterou lze měřit psychometrickými škálami. Základní hypnabilita je určena maximální hloubkou hypnózy, do které se může subjekt pohroužit za normálních podmínek. K posouzení hloubky hypnózy se využívá též subjektivního odhadu hloubky hypnózy samotnou hypnotizovanou osobou. Hypnabilita se v dětství vyvíjí; vrcholí mezi 9. a 12. rokem a pak jí ubývá. Děti na rozdíl od dospělých reagují více na hypnotizaci senzoricko-halucinatorního typu než na uspávací techniku se zavíráním očí. V dospělosti je hypnabilita značně stabilním samostatným osobnostním rysem. Koreluje významně s bdělou sugestibilitou a do jisté míry souvisí s prožitkovými schopnostmi, jako je představivost a tvořivost. Výzkumy potvrzují významný, ale malý vliv postojů, motivace a očekávání na výsledné skóre ve škálách hypnability. Rušivý vliv záporných postojů je větší než podpůrný vliv příznivých postojů a očekávání. Osoba hypnotizéra, metody hypnotizace a prostředí při hypnóze mají na průměrnou hypnabilitu vliv většinou nevýznamný. Účinky systematického nácviku hypnotického reagování jsou významné, ale také poměrně malé. Výzkumy svědčí pro podstatnou roli převážně vrozených vlastností. Hypnabilita je v populaci rozložena jako jakákoli jiná vlastnost - nejvíce lidí je středně hypnabilních a směrem k oběma krajnostem jich ubývá. Nehypnabilních je cca 10 % osob, 1 až 2 % jsou tzv. hypnotičtí talenti, kteří jsou schopni i amnézie a dalších speciálních úkonů.

### Psychometrické škály

#### Friedlander-Sarbinova škála
Hlavním předchůdcem Stanfordovy škály byla Friedlander-Sarbinova, která byla vyvinuta v roce 1938 Theodorem R. Sarbinem a která obsahovala podobné prvky, jako ty, které byly použity v následujících experimentálních škálách.

#### Stanfordská škála
Tuto škálu vyvinuli André Muller Weitzenhoffer a Ernest R. Hilgard v roce 1959. Skládá ze tří forem: A, B a C. Podobně jako u Harvardské skupinové škály se každá forma skládá z 12 prvků progresivní obtížnosti a obvykle trvá padesát minut na dokončení. Každá forma obsahuje motorické a kognitivní úkoly, které se liší v jejich zamýšleném účelu. Každá forma je hodnocena samostatně.

#### Harvardská skupinová škála
Ronald Shor a Emily Carota Orne vyvinuli Harvardskou skupinovou škálu v roce 1962. Skládá se z 12 prvků progresivní obtížnosti a obvykle trvá kolem čtyřiceti pět minut na dokončení. Prvky obvykle obsahují motorické a kognitivní úkoly, přičemž motorické úkoly lze snadněji dokončit. Průměrné skóre je 5 z 12.

## Sugestibilita
Hypnotická sugestibilita je charakterová, individuální proměnná, která ukazuje obecnou tendenci reagovat na hypnotické sugesce. Rozsah, v němž subjekt může nebo nemusí být „sugestibilní“, má význam ve vědeckém výzkumu hypnózy a jejích souvisejících jevů. Většina hypnoterapeutů v této oblasti výzkumu vychází z předpokladu, že hypnotická vnímavost (sugestibilita) je významným faktorem při vyvolání stavu hypnózy.
Dr. John Kappas (1925-2002) identifikoval tři různé typy sugestibility:
- Emocionální sugestibilita – jde o vlastnost charakterizující vysoký stupeň odezvy na odvozené sugesce, které ovlivňují emoce a omezují reakce fyzického těla. Proces učení se odehrává skrze odvozené než přímé sugesce.
- Fyzická sugestibilita – jde o vlastnost charakterizující vysoký stupeň odezvy na přímé sugesce, které ovlivňují tělo a omezují emocionální reakce.
- Intelektuální sugestibilita – jde o typ hypnotické sugestibility, ve které se subjekt obává, že je ovládán hypnoterapeutem. Neustále se snaží analyzovat, odmítat nebo racionalizovat vše, co hypnoterapeut říká.

Ačkoliv hypnotická indukce zvyšuje sugestibilitu do značné míry, korelace mezi hypnotickou a ne-hypnotickou sugestibilitou přibližuje koeficienty spolehlivosti tzv. stupnic hypnotizovatelnosti.
V roce 1983 islandský psycholog Gísli Guðjónsson (1947-) identifikoval dvě stupnice sugestibility navržené k použití jako forenzní nástroj, které pomáhají posoudit spolehlivost výpovědí. Stupnice se používají i pro výzkumné účely k prozkoumání sociálně psychologických procesů, které ovlivňují úroveň sugestibility.

## Rozdíl mezi hypnabilitou a sugestibilitou
Ačkoliv hypnabilita vymezuje hloubku, s jakou je možné se ponořit do hypnózy, jedná se v podstatě o výslednici sugestibility a hypnotické schopnosti transu.

## Činnosti mozku
Jako každá duševní činnost, má i duševní činnost v hypnóze svůj neurofyziologický podklad v činnosti mozku. Nepodařilo se však prokázat nějaké zvláštnosti této činnosti, která by byla specifická pouze pro hypnózu, stejně jako se nezjistily specifické průvodní fyziologické projevy hypnózy v oblasti motorické či vegetativní (nedávno byly objeveny zajímavé změny gangliální podoby, které se jinak nepodařilo navodit). Vymezení hypnózy se proto opírá o charakteristické subjektivní prožitky hypnotizované osoby.
Při navozování hypnózy se často využívá relaxace, která se pak projevuje jako průvodní znak hypnotického stavu, není však znakem nutným ani podstatným.
Hypnotické jevy, zahrnující psychické i fyziologické procesy, jsou výsledkem sugescí, které jsou v hypnóze zvýšeně účinné. Vsugerované pohyby se dějí automaticky, bez vědomé volné účasti subjektu, nebo i proti ní. Sugesce mohou zvýšit svalovou výkonnost, ale ne příliš podstatně (cca 20 %). V hypnóze lze ovlivnit sugescemi vnímání subjektu do té míry, že se sugerované smyslové jevy neodpovídající skutečnosti stávají pro něj subjektivně skutečnými.
Hypnóza rozšiřuje možnosti sugestivního ovlivnění fyziologických reakcí i některých fyziologických funkcí, které běžně nepodléhají vůli. Sugesce mohou u hypnabilních osob odstranit nebo podstatně snížit vnímání bolesti, přičemž však vegetativní reakce i nadále odpovídají působení bolestivého podnětu.
Mezi charakteristické projevy hluboké hypnózy patří amnézie, neboli reverzibilní neschopnost vybavit si vzpomínky na události z hypnózy, ale to pouze u hlubších hypnotických stavů.
Lze zde také uvést výsledky pokusů hypnotizéra Břetislava Kafky, které shrnul ve své publikaci „Nové základy experimentální psychologie“. Břetislav Kafka používal hluboký hypnotický trans zejména ke zkoumání jevů z oblasti parapsychologie. Zároveň se také pomocí hypnózy pokoušel diagnostikovat u nemocných příčiny jejich obtíží.

## Rozdíl mezi hypnózou a hypnoterapií
Rozdíl mezi hypnózou a hypnoterapií je ten, že hypnóza je definována jako stav mysli, zatímco hypnoterapie je název psychoterapeutické modality, ve které se hypnóza používá.